# Успенская, Людмила Владимировна
Людмила Владимировна Успенская (1909—2000) — учёный-иранист и таджиковед, доктор филологических наук. Обладатель медали «За доблестный труд в Великой Отечественной войне 1941—1945 гг.».

## Биография
Родилась в семье князя Владимира Успенского. Её мама Раиса Соболева была образованной женщиной. После окончания Высших Бестужевских Курсов преподавала в гимназии. И, естественно, в семье хотели, чтобы их дочь тоже получила хорошее образование.
После окончания средней школы, она поступила  на факультет востоковедения Ленинградского университета. В 1930 году, летом, студентку–третьекурсницу Людмилу Успенскую посылают на практику в Таджикистан. 
С 1959 по 1993 год преподавала в Душанбинском педагогическом институте им. Т. Г. Шевченко, где возглавляла кафедру русской филологии. В 1959 году стала старшим научным сотрудником Института языка и литературы им. Рудаки, впоследствии заняла должность ученого секретаря Академии наук Таджикистана. Успенская является одним из составителей таджикско-русского словаря 1954 года, изданного в Москве. По её учебникам и сейчас тысячи таджиков учат русский язык.

## Семья
Муж — Мухаммадкосим Зульфикаров, партийный работник, репрессирован в 1937 г. Сын — писатель Тимур Зульфикаров. Дочь — Зайнаб, живет в Санкт-Петербурге.

## Основные работы
- Каратагский говор в таджикском языке. — Душанбе, 1956.
- Методическое пособие по русскому языку для 4 — х классов, по использованию учебника по русскому языку в таджикской школе. — Душанбе,1956.
- Говоры таджиков Гиссарского района. — Душанбе, 1962.
- Русский учебник для 7-класса школ с таджикском языком обучения. — Душанбе: Маориф, 1989.
- Русский язык: Учебник для 5-класса / Л. В. Успенская, В. С. Абдуллоева. — Душанбе: Маориф, 1986. — 199 с.